# Vetty
Yvette Levis (Lyon, Francia; 1941), más conocida como Vetty, es una cantante francesa.

## Carrera
En 1962, debutó en La Chaux-de-Fonds, Suiza, en el establecimiento de Jacques Marjo La Boule d'Or. En 1966, viajó a París y participó en el concurso televisivo Le palmarès des chansons, presentado por Guy Lux y con Bruno Coquatrix como presidente del jurado, donde ganó tres veces seguidas.
En 1969 lanzó sus primeros temas («Johnny (Si tu viens à St-Étienne)», «La poubelle», «Nicolas» y «Un beau matin»), dos de ellos compuestos por Jacques Martin. De 1968 a 1970 trabajó en la televisión para Christophe Izard. Fue la personaje principal de la serie L'Univers de M. Touchatou. En 1973 actuó en la primera representación de la obra teatral Le rapport dont vous êtes l'objet del dramaturgo Václav Havel —que estaba encarcelado en ese momento— en el Teatro Nacional de Estrasburgo. En 1976 volvió al escenario para acompañar a Maurice Fanon y Jacques Mailhot en una pequeña gira belga.